# Macaca nigra
Il cinopiteco (Macaca nigra Desmarest, 1822) è una scimmia del Vecchio Mondo appartenente alla sottofamiglia dei Cercopitecini.

## Descrizione

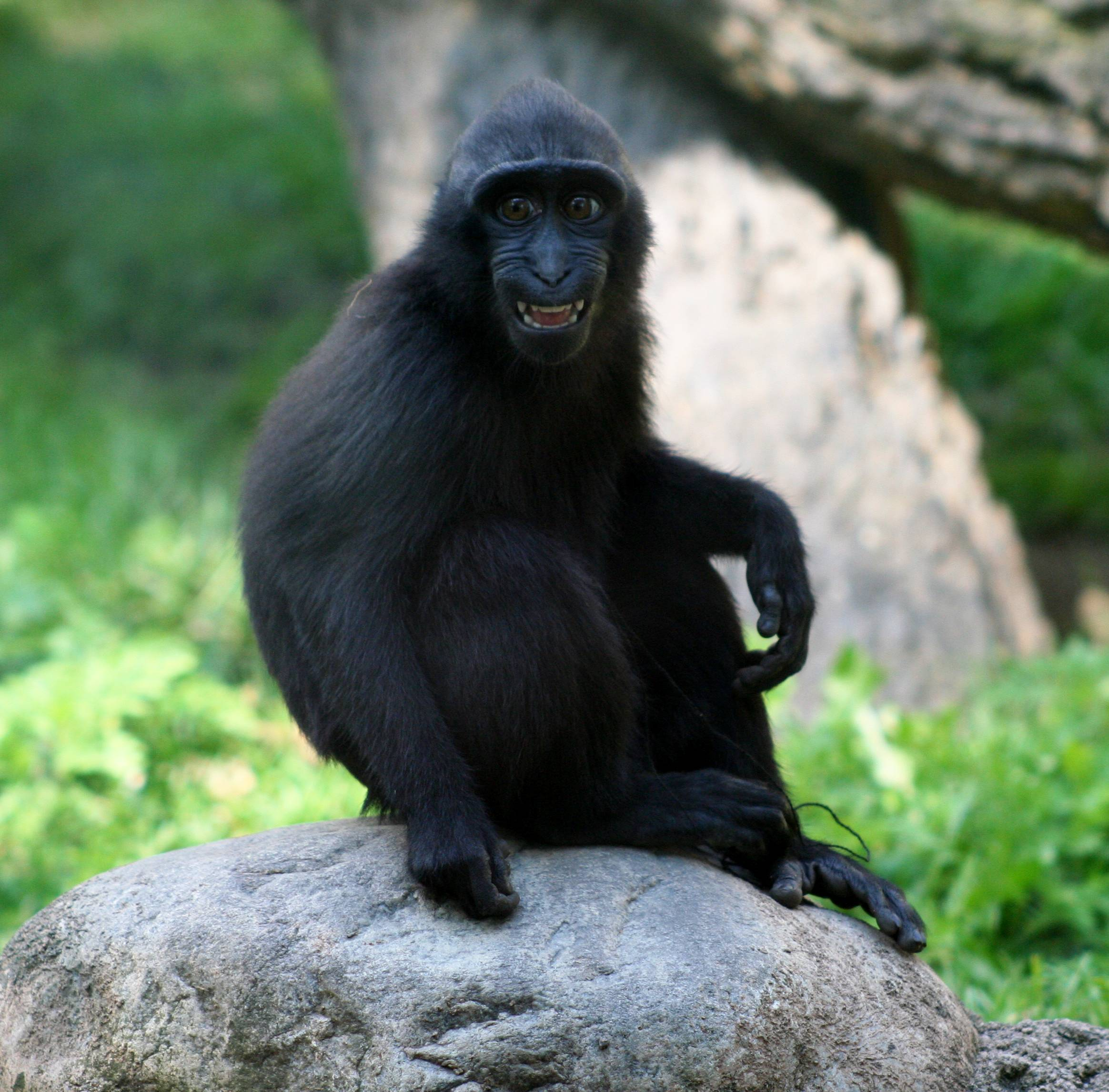
Giovane cinopiteco

Differisce dalle altre specie di macachi per il caratteristico colore nero, il maschio è più grande dell'esemplare femmina (con una lunghezza di 65 cm e un peso di 10 kg). Ha la coda molto corta e sulla testa ha una cresta di lunghi peli che normalmente restato appiattiti e che si rizzano quando l'animale è eccitato.

## Biologia
Questa specie si riunisce in gruppi misti di più di 100 individui. Solitamente vive nelle foreste e conduce un'esistenza tranquilla cercando di non dare nell'occhio.

## Dieta
Queste scimmie si nutrono di frutta, di foglie, insetti, uova, uccelli e piccoli mammiferi.

## Distribuzione e habitat
Questa specie è endemica di Sulawesi (Indonesia) e delle vicine isole di Pulau Manadotua e Pulau Talise.
Vive nelle foreste pluviali tropicali primarie e secondarie

## Tassonomia
In passato denominata Cynopithecus niger, è ora inclusa nel genere Macaca. Il primatologo J. Fooden, di Chicago, nel 1969, ha pubblicato uno studio sulla evoluzione dei primati di Celebes.

## Conservazione
La IUCN Red List considera M. nigra una specie in pericolo critico di estinzione (Critically Endangered).

## La disputa sullo "autoscatto del macaco"

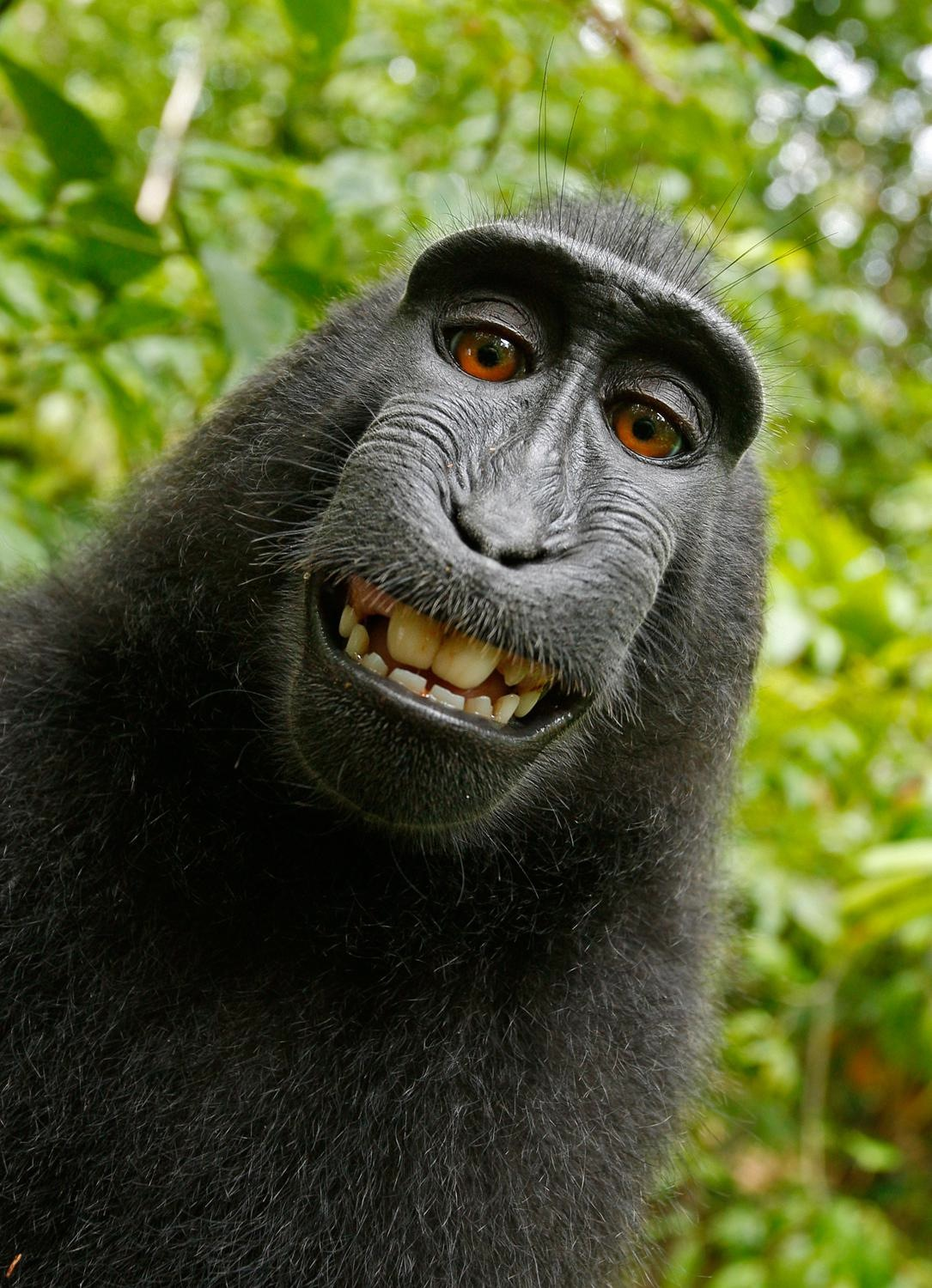
Autoscatto del macaco

Nel 2011, il fotografo naturalista David Slater, durante un viaggio in Indonesia, stava scattando delle fotografie ad una femmina di Macaca nigra; durante la preparazione dell'attrezzatura, il macaco si è impossessato della macchina fotografica, scattando diverse fotografie. Alcune erano sfocate, mentre altre erano foto tecnicamente perfette, ribattezzate da Slater "monkey's selfie". Queste fotografie sono state poi caricate su Wikimedia Commons da un utente, avvalendosi del fatto che il macaco è il vero fotografo e non Slater, perché secondo le leggi del copyright in vigore degli Stati Uniti gli animali non possono essere possessori di copyright. Slater ha subito chiesto di rimuovere la foto da Wikimedia Commons, rivendicandone il copyright, ma nel 2014 la Wikimedia Foundation ha rigettato il suo reclamo, basandosi anch'essa sulla circostanza che la foto fosse stata scattata dal macaco e non fosse quindi soggetta ad alcun copyright. 
Il fotografo David Slater ha in seguito detto alla BBC News che ha sofferto una perdita finanziaria come risultato della causa di Wikipedia, visto che contava sulle entrate generate dalla sua fotografia. "Ho guadagnato £2,000 [per quella foto] nei primi anni dopo che è stata scattata. Dopo che è finita su Wikipedia tutti gli interessi nel comprarlo sono spariti. È difficile immaginare quanto abbia perduto, ma ipotizzo di aver perso £10,000 o di più in entrate. Sta uccidendo il mio business.”